# 堤康次郎
堤 康次郎（つつみ やすじろう、1889年〈明治22年〉3月7日 - 1964年〈昭和39年〉4月26日）は、日本の実業家、財界人、政治家。西武グループ（旧コクド及び旧セゾングループ）の創業者で、第44代衆議院議長を務めた。滋賀県大津市名誉市民。滋賀県平民。正三位勲一等。
「ピストル堤」の異名を持つ。

## 来歴・人物

### 生い立ち
滋賀県愛知郡八木荘村大字下八木（のち秦荘町を経て、現・愛荘町）に農業兼麻仲買商・堤猶次郎、みをの長男として生まれた。4歳で父を腸チフスで失い、母が実家に戻されたことから、康次郎は妹・ふさとともに祖父・清左衛門、祖母・キリの手で育てられる。
1902年（明治35年）に八木荘小学校高等科を卒業し滋賀県立第一中学校への入学手続をしたものの、祖父が「せっかくここまで育ててきたのに、彦根のような繁華なところへやって悪い人間になられたら大変だ」と心配したことから進学を断念して農業に従事する。1903年（明治36年）6月に祖母が死去すると、祖父とともに彦根へ出て米相場を張ったり肥料商を手掛けるも何れも失敗。翌年には八木荘に戻って、耕地整理と土地改良に精を出す。

### 早稲田大学へ

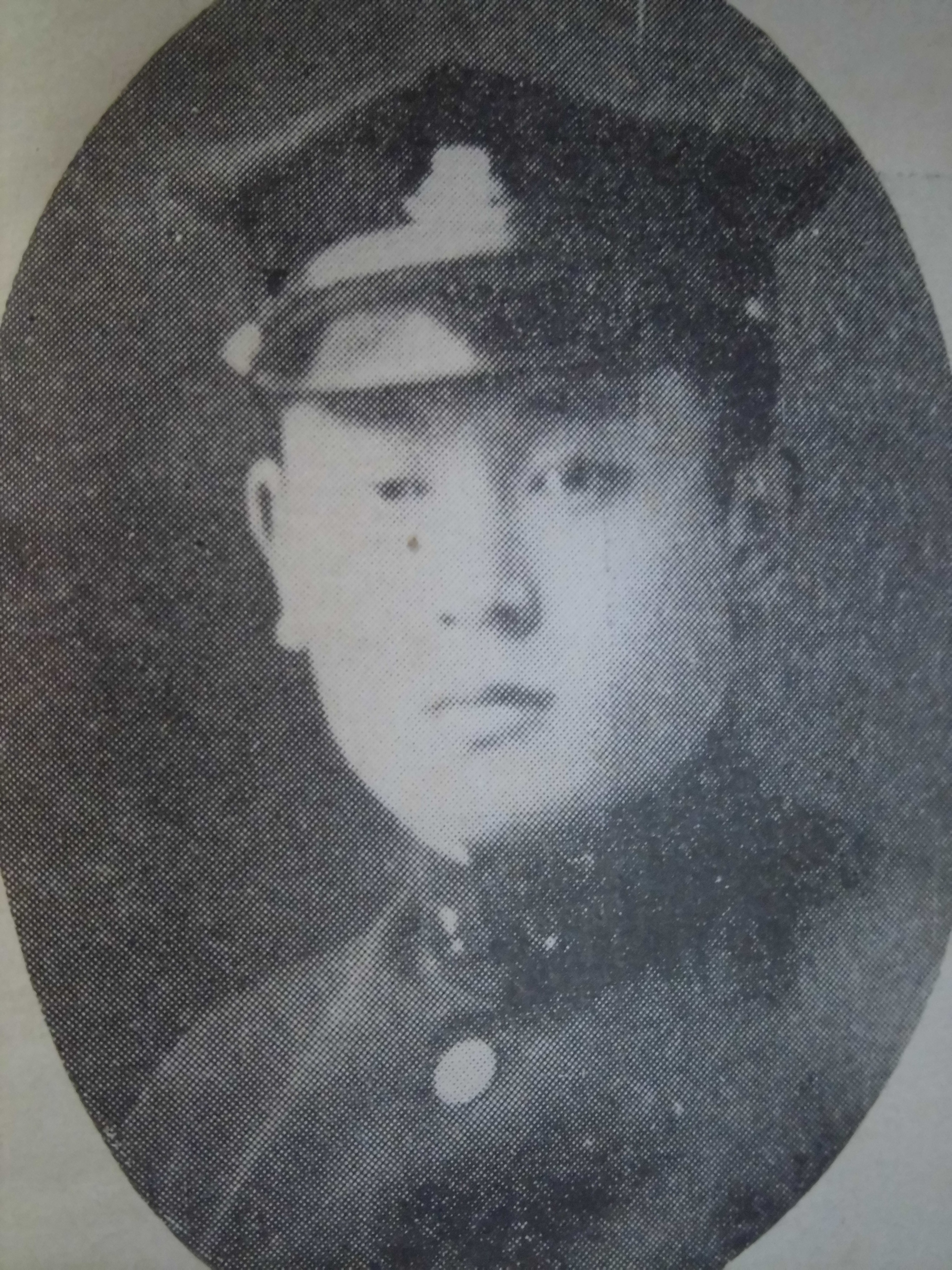
早稲田大学政経学部政治学科在学中の堤康次郎

1906年（明治39年）に京都の海軍予備学校へ入学し、翌年に予備校を卒業すると郡役所の雇員となる。同年に祖父が死去し、「堤の家の再興は、金を儲けよというのではない。金儲けもよいが、それより名誉ある堤家にしてくれ」と遺言を遺した。18歳で、両親と祖父母を失い、妹と共に残された康次郎は途方に暮れ、後に当時のことを「私の失望落胆は言語を絶していた」と語っている。
1909年（明治42年）故郷の田地を担保に入れて5000円の金を工面して 上京、早稲田大学政治経済学部政治学科に入学した。早大では弁論部と柔道部に属するも、授業はあまり顔を出さずに試験の時に通学するだけで副業やアルバイトに熱中していた。
また政治活動にも熱中し、中橋徳五郎の応援演説に大阪まで出張ったこともある。このように、大学時代に経済活動、政治活動において経験を積んだ。
1913年（大正2年）3月に早稲田大学政治経済学部政治学科を卒業（政治学士号を取得）すると、大隈重信が主宰し主筆に永井柳太郎を据えた政治評論雑誌『新日本』（1911年発刊）に社長として経営に携わった。1914年末には、大隈の民意啓蒙組織「公民同盟会」の出版業務として「公民同盟叢書」を立ちあげ、大隈や永井、後藤新平らの著書を編纂した。
首相桂太郎による立憲同志会の結成計画に永井らも参加すると、これを追って創立委員に名を連ね、桂を介して後藤新平を、更に財界の大物だった藤田謙一を紹介される。だが名士とお近づきになるのとは裏腹に『新日本』を含めて康次郎の事業は何れも巧くいかず、不調を挽回しようと手を出した真珠の養殖も失敗。失敗の連続だった当時を「毎日血尿が出る思いだった」と本人は振り返っている。結局、最後の望みを不動産事業に託し、『感謝と奉仕』を生活信条とする。

### 実業家として
康次郎が最初に不動産事業に着手したのは、沓掛村一帯（現在の中軽井沢駅周辺）の別荘地開発だった。1915年（大正4年）夏頃に早大の学生服姿で沓掛村に出向き、村長に「別荘地をつくりたいからできるだけ大きな土地が欲しい」と村有地の購入を打診した。隣の軽井沢が欧米の宣教師達の別荘地として発展していくのに危機感を抱いていたとは言え村民の議論は2年越で続き、1917年（大正6年）12月の区民総会での了承を経て60万坪（後の再測量では80余万坪）を30,000円（現在の数億円）で売却し、50軒の別荘を分譲することを条件として契約が成立した。
だがこの時点で康次郎は手許資金が不足していて、当時の妻であった川崎文の実家などから買収金を工面しても足りず、佐久の銀行から1万5千円借りて不足分は新聞紙を10円札の大きさに切って上下に本物の札を重ねて「見せ金」とした。沓掛一帯の分譲を行う会社として藤田謙一を社長に招聘し千ヶ滝遊園地株式会社を設立（資本金25万円）。沓掛の土地を一軒500円で簡易別荘として分譲販売を始め、その収益を基に1919年（大正8年）箱根の強羅に10万坪の土地を買収した。翌1920年（大正9年）には千ヶ滝遊園地を清算（計画倒産説あり）し、同じく藤田を社長として箱根土地株式会社（後のコクド、現在はプリンスホテルに合併）を設立。更に湯の花沢10万坪を13万5千円で買収 したり、1923年（大正12年）には駿豆鉄道（現・伊豆箱根鉄道）の経営権を掌握していった。関東大震災後には都内皇族・華族の大邸宅を買収し、目白文化村など住宅地として分譲した。
政界進出後も事業欲は衰えを見せず、大泉学園や国立・小平学園都市開発に着手し、東京商科大学の誘致に成功すると共にアクセス鉄道として多摩湖鉄道を開通。大泉学園開発では沿線を走る武蔵野鉄道との関わりが出来、1940年（昭和15年）には大株主の浅野財閥からの株式を買収して多摩湖鉄道をこれに合併させた。太平洋戦争中は武蔵野鉄道に加え（旧）西武鉄道の経営に参画すると共に、都内の糞尿処理対策や流木対策として糞尿運搬や木工業、更には合成ゴム・化学肥料製造、果ては銀行業（高田農商銀行）にまで事業の手を広げた。
箱根で小田急と激しく争っていた時代、康次郎の私費で建設した道路の上にロープウェイを計画した小田急に対し、土地使用料を無料にし、その道路も静岡県の要請で後に譲り渡した。また、箱根町の中学校建設の時には、所有地を無償提供するなど大局的な経営も見られた。
戦後は皇籍剥奪や華族の特権廃止・財産税などの負担で困窮した旧宮家や華族が都心部に所有していた邸宅地を買い取り、華族やその関係者をグループで雇用して生活の安定に寄与するとともに、邸宅地を活用してプリンスホテルを開業した。
堤康次郎が開発した国立は学園都市として、軽井沢や箱根などは日本を代表するリゾート地として発展し、現在も人気を集めている。

### 政治家として
箱根土地の経営に関与している頃から、康次郎は永井柳太郎の選挙参謀や、実業家でもあった衆議院議員高橋政右衛門の第一秘書として政治に関わっていたが、1924年（大正13年）の総選挙に高橋の地盤を引き継いで滋賀5区（当時）から衆議院議員に立候補 する。旧彦根藩士で家老職を務めた家柄である堀部久太郎が対立候補だったが、当時としては先進的な土地改革を公約するなどして大差で初当選 を果たした。以後、途中の断続を経て衆議院議員には計13回当選。当選後は立憲民政党に所属し、1932年（昭和7年）6月斎藤実内閣で拓務政務次官 に就任した。

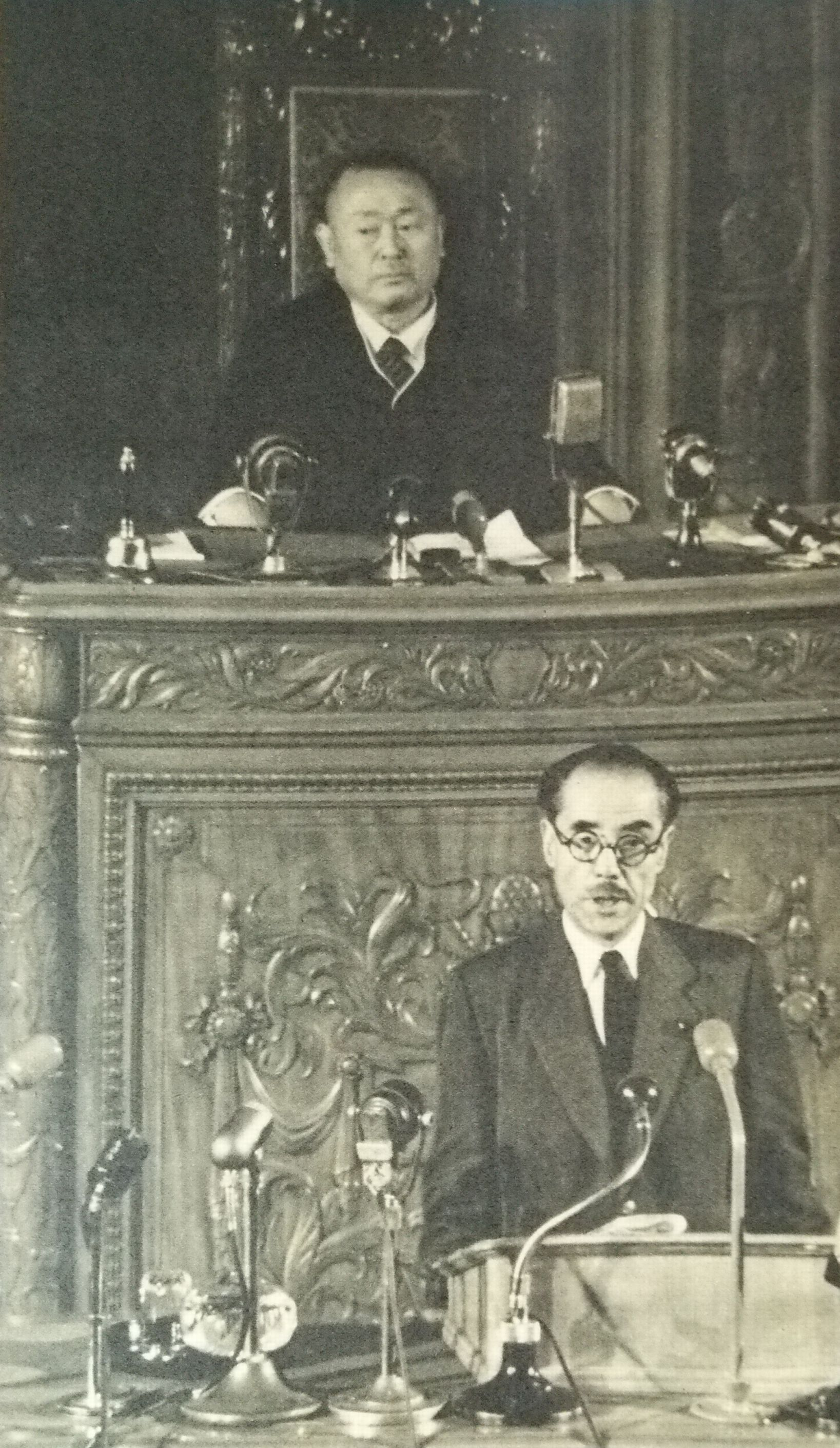
1953年5月18日、衆議院議長に就任（上。下は副議長の原彪）

翼賛選挙で推薦議員であったばかりか西武農業鉄道の首脳として国策に関与するなどしたことで公職追放を受ける ものの、追放解除後の昭和26年（1951年）に民政党時代の同僚議員だった大麻唯男・松村謙三らの「民政旧友会」へ参加。民政旧友会は「新政クラブ」を経て、翌1952年（昭和27年）に改進党の結党に参加した。
1952年（昭和27年）の総選挙で国政に復帰し、1953年（昭和28年）5月に全野党に推される形で衆議院議長に就任（ - 1954年12月）、議長秘書は山本廣治と堤清二が務めた。議長の認証式には当時内縁関係にあった青山操（清二の母）を伴ったことで大きく批判され、しかも議長就任後は改進党とは距離を置き山下春江らと新党同志会を結成、保守合同を目指した。衆議院議長としては1954年（昭和29年）6月の警察法全面改正の際の議事をしたが、会期延長議決及び警察法改正成立の有効性について裁判となった（警察法改正無効事件を参照）。
大津市の米軍キャンプ地返還や膳所刑務所移転等、今日の大津市の基盤づくりに大きく貢献したため、1957年（昭和32年）に大津市初の名誉市民の称号を受賞した。

### 晩年
康次郎は、1963年（昭和38年）の総選挙で13回目の当選を果たす が、地元後援会の堤会から選挙違反で180名余が逮捕され、後に150名余が有罪となる。
池田勇人と仲が良く、派閥の色分けで言うと宏池会に属す。河野一郎とは仲が悪く、池田に「河野と縁を切れ、切らないと付き合わない」と迫って揉めていたとき亡くなった。
1964年（昭和39年）4月24日、内縁関係にあった石塚恒子（義明の母）を連れて熱海に向かうため、13時15分発の準急「いでゆ」に乗ろうと日本国有鉄道（国鉄）東京駅の地下道を急いでいた途中で昏倒し緊急入院。2日後の4月26日に心筋梗塞で死去した。75歳没。
本葬は自民党葬として豊島園で執り行われ、約3,500人が参列、会葬者は3万人に上った。鎌倉霊園の一番区画の大きい墓地に埋葬され、堤家支配時代の西武グループ社員には墓参りが義務づけられていた。
東京オリンピックのために建設を計画した東京プリンスホテルの完成を見ることはできなかった。康次郎の没後、選挙地盤は山下元利が引き継いだ。

## 人物像

### 家庭
家庭での康次郎は亭主関白そのものだった。彼が出かけるときには、操親子をはじめ義明、使用人ら全員が正座をして見送らなければならず、帰ってきた時には全員が三つ指をついて迎えなければならなかった。義明の返事や対応が気に入らなければ、すぐに暴力に及び、義明に「生きた心地がしなかった」といわしめる雷帝振りを見せたこともあった。4人の女性との間に五男二女をもうけた。

### 会社内
一方で康次郎は、顧客は絶対に大事にして、会社内でも社員を気遣い、また徹底的に任せきるなど家庭とは異なる一面を見せた。
- 戦後しばらく、大雪が降ると線路を切り替えるポイントが凍結し、電車がしばしば停まっていた。そうした事態を避けるべく、西武では社員が徹夜でポイントを監視していたため、どんなに雪が降っても西武だけは電車が停まらなかった。康次郎はこの仕事にあたった社員をねぎらい、頻繁に自宅に呼び、自ら作ったカレーを来た社員に振る舞っていたというエピソードが伝えられている[20]。
- 武蔵野鉄道が旧西武鉄道を吸収合併する際、通常であれば社名は吸収する側の「武蔵野鉄道」になるはずが、「西武鉄道の従業員に合併されたという劣等感をあたえてはいけない」という康次郎の配慮から、社名は「西武鉄道」になった[21]。
- 部下からは「自分たちの全てを安心して任せられる」指揮官であったことから、「社長」や「会長」、「親分」でもなく「大将」と呼ばれていた[22]。
- 28歳の時、当時逓信大臣だった後藤新平の口利きで、渋沢栄一の娘婿とゴム会社の共同経営者となったが、現場の要の工場長が結核で倒れてしまった。その際、娘婿は工場長に辞めてもらう考えだったが、康次郎は「アンタとは考えが違う」と言って会社を辞め、新しいゴム会社を設立してその工場長を引き取り、終生面倒を見た[23]。
- 大手建設会社のトップと商談の約束をしていた康次郎が急用で行けなくなってしまい、代役に自社の若い平社員が交渉にあたった。その商談は大詰めを迎え、契約の段階まで至ったが、当時にして数億にもなる商談であり、念を押さずにいられなかった建設会社のトップは席を外して康次郎に電話をかけた。康次郎は「彼を私と思って契約していただいて結構です」と返答し、商談の契約は成立した[24]。
- 戦後初の賃上げ闘争では、一気に5倍に引き上げた。また、社員のために食糧難の時代には食糧確保に奔走した[25]。

### 女性関係
康次郎の女性関係は派手なものであった。お手伝いさんから華族まで、「女」と名のつくものであれば手当たり次第だったという。お手伝いさんから女子社員、部下の妻、看護婦、マッサージ師、乗っ取った会社の社長夫人、秘書、別荘管理人、旧華族など、社員たちの言葉の端にのぼっただけでも手を付けた女性は数知れず、その後始末は部下の仕事だった。愛人の数は有名な女優を含めて、正確な数は誰にもわからず、康次郎本人もわからなくなっていた。子供12人というのは嫡子として認めた数にすぎず、100人を超えるという説もある。また、葬儀には康次郎そっくりの子どもの手を引いた女性が行列を作ったという。

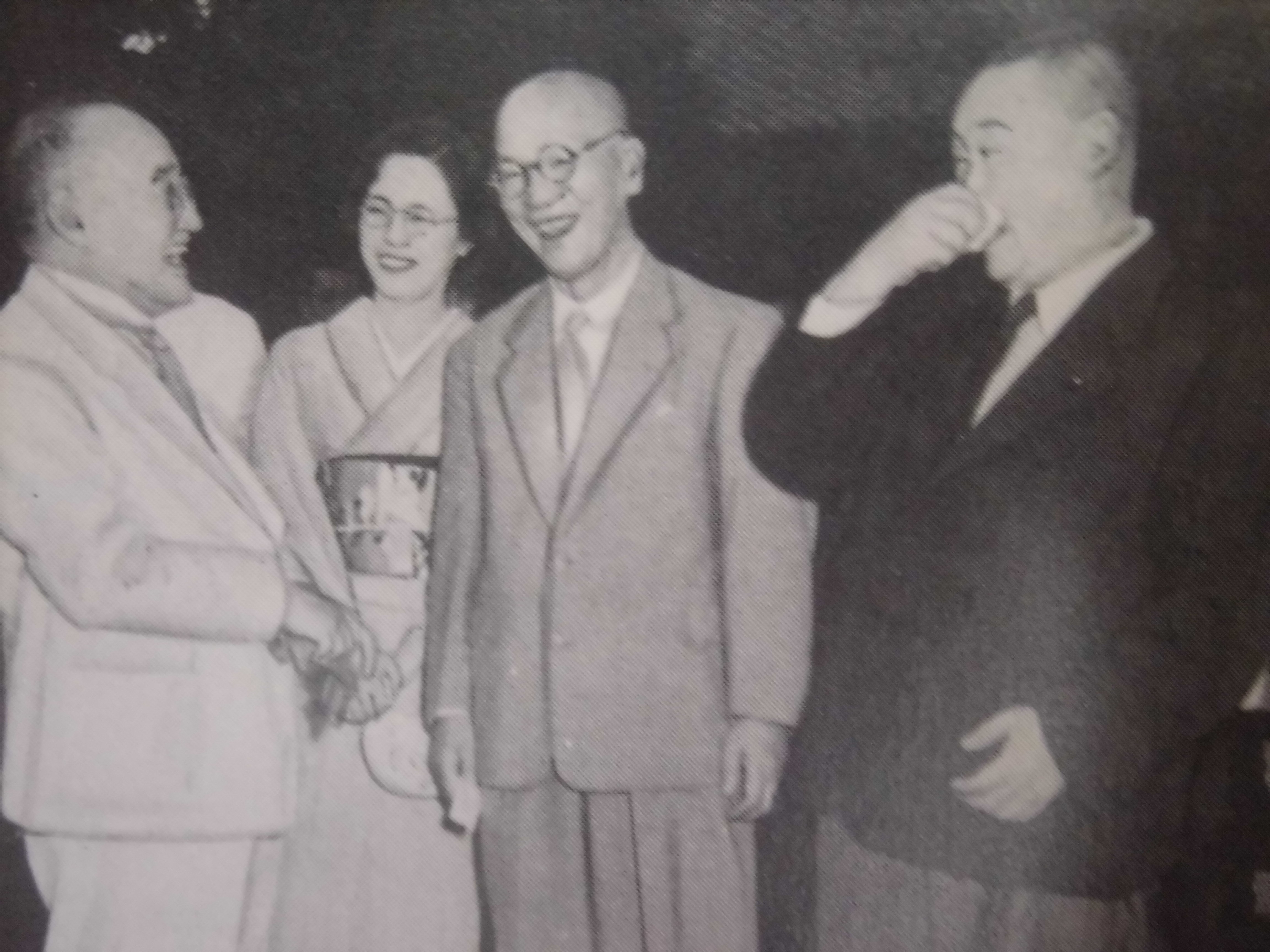
左から吉田茂首相、操夫人、正力松太郎、康次郎
（1954年（昭和29年）7月衆議院議長就任レセプション）

元西武グループ幹部で、康次郎に仕えていた老人によると「ワシも西武の人間だから西武について書かれたことには興味があって読んどるが、どれも正確なことは書いとらん。とくに大将の女関係、つまり子供たちの母親が誰で、どうして大将の女になったのか、そのへんのことはわかっとらん。大将は希代の英雄じゃったがその反面業（ごう）のかたまりのようなお人じゃった。」という。
操夫人の父は倒産した東京土地の社長・青山芳三であるが、倒産した同社の残務整理のため青山家に通っていた上林国雄によると、康次郎は零落した青山家の姉妹4人をすべて愛人にしようとしたという。青山家の長女は康次郎の好みからかけ離れていたため後回しにされたが、後の3人は美人揃いであった。康次郎はまず操のすぐ上の姉から手をつけた。本当は操に強く惹きつけられた康次郎だったが、彼女があまりにも手強かったため姉のほうにいってしまった。そして次が一番下の妹だった。この妹を康次郎が「自分の女」にしたのは、康次郎が36歳だったのに対して彼女はまだ16歳であった。そして何年か後、2人とも相次いで身籠った。上林国雄によると「おわかりでしょう。姉の子が清二さん、妹の子が邦子さんなのです。」という。

### ピストル堤
「ピストル堤」の異名の由来には諸説あり、康次郎の強引な手法に怒りを爆発させた関係者らが、日本刀など凶器を持って殴り込みをした際にピストルで応戦したことから付けられたという説や、ピストルを乱射しながら屋敷へ乱入してきた暴徒を柔道で投げ飛ばしたためとの説（康次郎は柔道の全日本選士権で3位の実績を持つ腕前）、ピストルで撃たれても全く動じなかったためとの説もある。

### 評価
康次郎に対する世間の評価は真っ向から分かれている。不毛の土地を買収し、開発、発展させた上で価値を創出するという抜群の手腕や先見の明が高く評価される一方で、その剛腕さや成功に対するやっかみ、妬みを強く受けていた。
評論家の大宅壮一は、噂と断ったうえで次のようなエピソードを紹介している。「関東大震災の直後、一家全滅したようなところの焼跡に、かたっぱしから「堤康次郎所有地」と書いた棒杭（ぼうぐい）を立てた。どこからも文句がでなければそのまま、出れば法廷でお抱えの弁護士をつかって、所有権を証明する物的証拠を示せ、と争った」という。大宅は康次郎に「近江の知能犯」というレッテルを貼り、彼のやり方を徹底的に批判した。
軽井沢の大地主だった早稲田大学教授の市村今朝蔵は、康次郎と広大な土地を争い、弁護士の費用などで泣くに泣けぬ状態に陥れられたという。
立石泰則は、康次郎のやり方について「とてもまともな実業家の姿とはいえないことだけは確かである」と評している。

## 略年譜
- 1889年（明治22年）3月7日 - 滋賀県愛知郡八木荘村大字下八木（のち・秦荘町、現・愛荘町）の農家に生まれた。
- 1902年（明治35年）3月 - 八木荘小学校高等科卒業。彦根中学に入学手続までしたが、祖父の心配にたえかね進学を断念。農業に従事する。
- 1907年（明治40年） - 京都の海軍予備校卒業。郡役所の雇となる。
- 1909年（明治42年） - 上京し、早稲田大学入学。弁論部と柔道部へ入る。
- 1911年（明治44年） - 日本橋蛎殻町の三等郵便局長となる。渋谷で鉄工所の経営を行う。
- 1913年（大正2年）3月 - 早稲田大学政治経済学部卒業。雑誌『新日本』を経営。
- 1914年（大正3年） - 『日露財政比較論』を書く。
- 1915年（大正4年） - 『新日本』の経営に失敗。
- 1916年（大正5年）4月 - 千代田ゴム株式会社専務となる。
- 1917年（大正6年） - 東京ゴムを設立する。
- 1918年（大正7年） - 木造船の建造と海運事業をやって失敗。軽井沢の土地開発に着手。
- 1919年（大正8年） - 箱根開発に着手、強羅に10万坪の土地を買う。
- 1920年（大正9年）
  - 3月 - 箱根土地株式会社（後のコクド、現在は消滅）を設立。箱根、軽井沢の開発。目白文化村の分譲。
  - 4月 - 箱根遊覧船株式会社創立。永井柳太郎の選挙参謀として活躍。
- 1921年（大正10年） - 湯の花沢買収に着手。
- 1923年（大正12年）12月 - 駿豆鉄道（現・伊豆箱根鉄道）を経営。関東大震災後、富豪や華族のもっていた大邸宅の分譲を行う。渋谷百軒店開設。
- 1924年（大正13年） - 衆議院議員に当選。大泉学園都市開発着手。小平学園都市開発。
- 1925年（大正14年） - 国立駅開設。東京商科大学（現・一橋大学）を招致。
- 1928年（昭和3年）1月 - 多摩湖鉄道（現・西武多摩湖線）創立。
- 1931年（昭和6年）
  - 1月 - 民政党評議員会長となる。
  - 10月 - 第2回全日本柔道選士権大会（一般成年前期の部）に第5区代表として出場。
- 1932年（昭和7年）6月 - 斎藤実内閣で拓務政務次官に就任。
- 1934年（昭和9年）11月25日 - 第4回全日本柔道選士権大会（一般成年後期の部）に出場し、3位入賞。
- 1940年（昭和15年）3月 - 多摩湖鉄道合併。菊屋デパート買収。
- 1941年（昭和16年）11月 - 豊島園合併。
- 1942年（昭和17年）4月 - 近江鉄道経営。
- 1943年（昭和18年）3月 - 前立腺肥大症を発症。
- 1946年（昭和21年）1月 - 公職追放となる。
- 1947年（昭和22年）12月 - 帝都百貨店を武蔵野デパートに合併。
- 1951年（昭和26年）8月 - 追放解除となる。
- 1953年（昭和28年）5月 - 衆議院議長に就任（ - 1954年）
- 1964年（昭和39年）4月26日 - 死去

## 栄典
- 1964年（昭和39年）4月 - 勲一等旭日大綬章

## 家族・親族

### 堤家
（滋賀県愛知郡愛荘町、神奈川県二宮町、東京都）
- 祖父・清左衛門（せいざえもん、1907年没[38]）
息子の猶次郎急死のため、孫の康次郎の育ての親となる[39]。
- 祖母・キリ
- 父・猶次郎[40]（ゆうじろう、滋賀県平民[40]、農業兼麻仲買商）
- 母・みを
実家は神崎郡八幡村（現東近江市）にあり、代々、水産物問屋「松前屋」を営む商家だった[3]。夫が急死し、康次郎を置いて実家に帰される[39]。
- 弟・淳二郎[40]（滋賀県平民・廣田文三郎の養子となる[40]）
- 妹・ふさ[40]（石川県士族永井外吉に嫁す[40][41]。外吉は永井柳太郎の従弟）
- 叔母・すみ[40]（滋賀県平民・山田しかの養子となる[40]）
- 伯母・すま[40]（滋賀県平民・廣田文三郎に嫁す[40]）
- 妻 - 康次郎が正式に入籍した正妻は3人[42]。西沢コト、川崎文、青山操である[42]。この他に一般に知られている女性として岩崎ソノと石塚恒子（1913年生）という愛人がいる[42]。
・コト（滋賀県の堤家の縁戚西沢家の娘）
1908年3月結婚し、翌年1月淑子を産む[38]。康次郎が上京前に離婚[43]。
・文（ジャーナリスト）
千葉県の風祭兼次郎の長女として生まれ、母方の川崎家の養女となる。風祭家、川崎家ともに士族の出身で、東大医学部出身の医師を多く出している名家だった[44]。日本女子大学卒業後、婦人記者となる[45]。1915年に結婚。康次郎との間に子供はできなかった。1954年離婚。
・操（元東京土地社長青山芳三の娘、青山家は士族の出身[46]）
操の長姉・雪子は三菱グループの重鎮だった荘一族に嫁いでいる[47]。荘清次郎は戦前の三菱本社理事[47]。雪子が嫁いだのはその息子の荘素彦で三菱製紙の重役[47]。兄弟に元三菱商事社長の荘清彦らがいる[47]。
操は18歳で内縁の妻となり、長年康次郎と夫婦同然の関係だったが、康次郎が衆議院議長時代に正妻でなく妾の操を連れて参内したことを婦人運動家が問題視し、騒ぎとなったことから、1954年（昭和29年）に離縁された前妻に代わって7月に正式に結婚[48][49]。歌人大伴道子の名でも知られる。父親の青山芳三は事業に失敗し、のちに自殺している[50]。
- 長女・淑子（1909年生。元西武鉄道社長小島正治郎の妻）
母はコト。生まれて3か月で、康次郎が早稲田大入学のため単身上京したため、故郷で育つ[38]。
- 長男・清（1913年生。元近江鉄道社長）
母は康次郎が学生のころ経営していた3等郵便局の事務員岩崎ソノ（未入籍）
- 二男・清二（1927年生。元西武百貨店社長→セゾン文化財団理事長）
母は操。操の姉が実母であるとの説もある[34]。辻井喬などの筆名での著書あり。
- 二女・邦子（1928年生。エッセイスト。森田重郎の妻、のち離婚）
母は操。操の妹が実母であるとの説もある[34]
- 三男・義明（1934年生。コクド前会長）
母は新潟県出身の歯科医師・政治家石塚三郎（元衆院議員）の娘石塚恒子（未入籍）
- 四男・康弘（1938年生。豊島園前社長）
母は石塚恒子。
- 五男・猶二（1942年生。インターコンチネンタル東京ベイ運営会社社長）
母は石塚恒子。

### 親戚
- いとこ・上林国雄（月刊『文藝春秋』1987年8月号に「わが堤一族・血の秘密」という告白手記を発表）

## 著作
- 『日露財政比較論』博文館、1914年。NDLJP:1902875。
- 『人を生かす事業』有紀書房、1958年。NDLJP:3044003。
- 『苦闘三十年』三康文化研究所、1962年。NDLJP:2986768。
- 『太平洋のかけ橋』三康文化研究所、1963年。NDLJP:2975435。
- 『叱る』有紀書房、1964年。NDLJP:2936571。

### 編纂
- 『對支外交論』永井柳太郎述 公民同盟出版部 1915年
- 『國體の精髓』大隈重信述 公民同盟出版部 1915年
- 『日本植民論』後藤新平述 公民同盟出版部 1915年
- 『日支民族性論』大隈重信述 公民同盟出版部 1915年

## 堤康次郎をモデルとした創作物
- 石川達三『傷だらけの山河』1962年
- 梶山季之『悪人志願』 1966年
- かわぐちかいじ『ライオン』1985年-1987年

## 関連文献
- 駒津恒治郎『五島・堤風雲録』財界通信社 1959年
- 富沢有為男『雷帝堤康次郎』アルプス 1962年
- 『巨星堤康次郎』野馬剛編 若樹出版 1966年
- 『堤康次郎と西武グループの形成』大西健夫・齋藤憲・川口浩編 知泉書館 2006年
- 老川慶喜『堤康次郎　西武グループと20世紀日本の開発事業』中公新書 2024年